# نصرت‌آباد (انار)
نصرت‌آباد، روستایی از توابع بخش مرکزی شهرستان انار ، در استان کرمان ایران است.

## جمعیت
این روستا در دهستان حسین‌آباد قرار دارد و براساس سرشماری مرکز آمار ایران در سال ۱۳۸۵، جمعیت آن ۱۵۱ نفر (۳۸ خانوار) بوده‌است.